# Opus isodomum

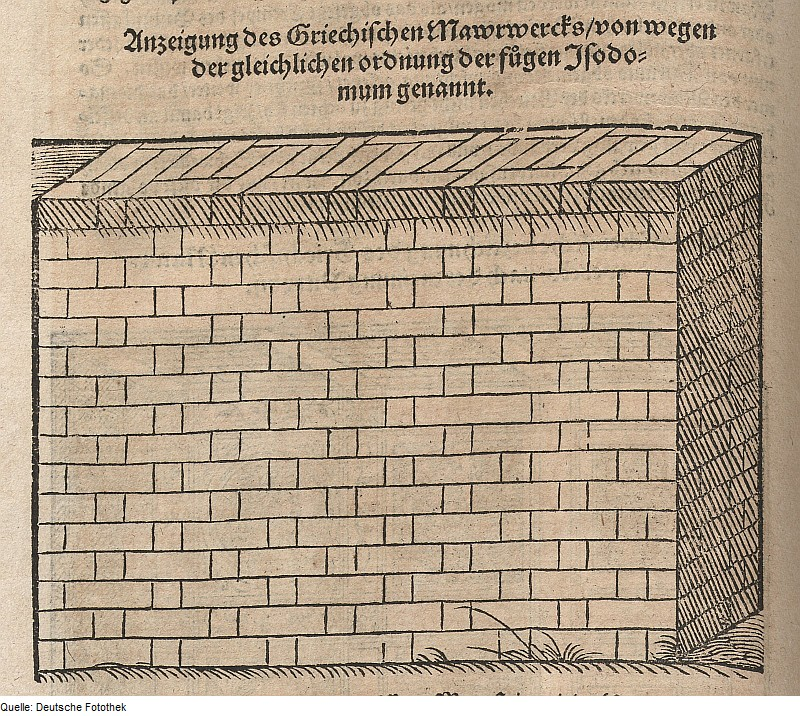
Opus isodomum

Opus isodomum ("werk van gelijke hoogte") is een oude muurbouwtechniek, waarbij quaderstenen, ook wel kubieke stenen genoemd, van gelijke hoogte werden gebruikt.

## Beschrijving
Quadersteen is een perfect bewerkte natuursteen met de harmonieuze verhoudingen van een meetkundig blok. De rijen stenen zijn allemaal even hoog, maar de afzonderlijke stenen kunnen wel in breedte verschillen. De stenen werden met mortel aan elkaar bevestigd. In een andere methode werden ze gekoppeld met ijzeren doken of ankers. Hierbij werd een zogenaamde dookgat in de steen geboord, waarna het anker met gesmolten lood werd vastgezet.
De Grieken gebruikten deze techniek al. Als de onderlinge lagen niet dezelfde hoogte hadden werd de techniek opus pseudoisodomum genoemd.